# پرواسلاو وویچیچ
پرواسلاو وویچیچ (به صربی:  Првослав Вујчић یا Prvoslav Vujčić) زاده ۱۳۳۷ خورشیدی در صربستان؛ ۱۹۶۰ (میلادی)، شاعر، نویسنده، فرهنگ‌نویس، ادیب، صربستانی و از اعضای کانون نویسندگان صربستان است.